# 布鲁诺·贝尔托蒂
布鲁诺·贝尔托蒂（義大利語：Bruno Bertotti，1930年12月24日—2018年10月20日），意大利物理学家，帕维亚大学荣誉退休教授。他是物理学家埃尔温·薛定谔最后几个学生之一。
贝尔托蒂因其对广义相对论的贡献而知名，尤其是提出了爱因斯坦场方程的一个精确解——贝尔托蒂-罗宾逊电真空。 他还利用卡西尼射电科学实验获得了更精确的参数化后牛顿形式的γ参数测量。